# Rectonychocella disjuncta
Rectonychocella disjuncta är en mossdjursart som beskrevs av Canu och Bassler 1930. Rectonychocella disjuncta ingår i släktet Rectonychocella och familjen Onychocellidae. Inga underarter finns listade i Catalogue of Life.